# Fenerbahçe SK
A Fenerbahçe Törökország İstanbul tartományának sportegyesülete, melynek labdarúgó csapata világhírű. Az egyesület nevét Isztambul azonos nevű mahalléjáról, Fenerbahçéről kapta. A klub a Világgazdaság 2008. július 19-i híre szerint a világ legértékesebb együttese, piaci kapitalizációja elérte a 2 milliárd dollárt, ezzel pedig megelőzték a Manchester United-ot és a Real Madridot is.

## Története

### Alapítása
A klubot 1907-ben alapította Nurizade Ziya Songülen, Ayetullah Bej és Necip Okaner Isztambul Kadıköy negyedében, a Moda Başpınar utca 3. szám alatt, titokban, mert abban az időben II. Abdul-Hamid szultán minden, sporttal – és különösen labdarúgással – kapcsolatos gyülekezést tiltott. Később azonban engedélyezték a sportklubok létrehozását, így a Fenerbahçe már részt vehetett az 1908-as bajnokságban. Első sikerüket az 1911–12-es szezonban érték el.
Az egyesület szerint a valódi alapítási dátum azonban nem 1907, hanem 1899, ekkor alakult meg ugyanis a Black Stocking FC, akiket nagyjából ugyanazok a fiatalok hoztak létre, mint nyolc évvel később a Fenerbahçét. Az alapítók a klubot lakóhelyükről, a Fenerbahçe-félszigetről nevezték el, ahol egy rég nem világító világítótorony (fener) állt. A klub színeiül a félsziget jellemző növényének, a nárcisznak a színeit, a sárgát és a fehéret választották, a címerbe pedig a félsziget szimbóluma, a világítótorony került. 1910-ben a klub színeit és logóját megváltoztatták a ma is ismertekre. 1912-ben a labdarúgáson kívül más sportágakkal is foglalkozni kezdtek, így a klub nevét Fenerbahçe Futbol Kulübüről Fenerbahçe Spor Kulübüre változtatták.
A Fenerbahçe és a Beşiktaş JK egyaránt saját szurkolójának tekinti a török államalapító Mustafa Kemal Atatürköt.

### Színei és beceneve
A Fenerbahçe alapszínei a kék és a sárga, az emblémájukat 1910-ben a bal hátvéd szerepét betöltő Topuz Hikmet álmodta meg és Tevfik Haccar készítette el Londonban. A logó színei jelentéssel is bírnak: a fehér az egyszerűséget és tisztaságot, a piros a török zászlót és a szenvedélyt, a kék a nemességet, a sárga a szurkolók szeretetét szimbolizálja, míg a zöld tölgyfalevél az erőt testesíti meg. A fehér sávban a klub neve és az alapítás éve (1907) olvasható.
A klub beceneve, a Sárga Kanári hivatalosan nincs használatban, csak a szurkolók hívják így. Az elnevezést a rajongók először Cihat Arman kapusra ragasztották rá, aki rendszeresen sárga mezben lépett pályára, a beceneve pedig „repülő kapus” volt. Később a sárga kanári becenév a klubra is átragadt. Az egyesület saját magát a honlapján Sarı-Lacivertler-nek, azaz „Sárga-Kékeknek” nevezi.

## Szakosztályok
- labdarúgás
- kosárlabda (férfi, női)
- kézilabda (férfi, női)
- evezés
- ökölvívás
- vitorlázás
- atlétika
- úszás
- asztalitenisz

## Sikerek, díjak

### Nemzetközi sikerek
- Balkán-kupa:
  - Nyertesek (1): 1966-67
- Európa-liga
  - Elődöntős (1): 2012-13

### Hazai sikerek

#### Török bajnokság
- Török labdarúgó-bajnokság:
  - bajnok (3): 1933, 1935, 1944
  - 2.: 1940, 1947
- Nemzeti liga:
  - bajnok (6): 1936-37, 1939-40, 1942-43, 1944-45, 1945-46, 1949-50
  - 2.: (2): 1943-44, 1946-47
- Török szuperliga:
  - bajnok (19): 1959, 1960-61, 1963-64, 1964-65, 1967-68, 1969-70, 1973-74, 1974-75, 1977-78, 1982-83 , 1984-85, 1988-89, 1995-96, 2000-01, 2003-04, 2004-05, 2006-07, 2010-11, 2013-14
  - Döntősök (19): 1960, 1961-62, 1966-67, 1970-71, 1972-73, 1975-76, 1976-77, 1979-80, 1983-84, 1989-90, 1991-92, 1993-94, 1997-98, 2001-02, 2005-06, 2007-08, 2009-2010, 2011-2012, 2012-2013

#### Más versenyek
- Török kupa:
  - Nyertesek (6): 1967-68, 1973-74, 1978-79, 1982-83, 2011-2012, 2012-13
  - Runners-up (9): 1962-63, 1964-1965, 1988-89, 1995-96, 2000-01, 2004-05, 2005-06, 2006-07, 2009-10
- Török Szuper-kupa /Elnök kupa:
  - Győztesek (8): 1968, 1973, 1975, 1984, 1985, 1990, 2007, 2009
  - Runners-up (9): 1970, 1974, 1978, 1979, 1983, 1989, 1996, 2012, 2013
- Miniszterelnök kupa: (adatlap)
  - Nyertesek (8): 1944-45, 1945-46, 1949-50, 1972-73, 1979-80, 1988-89, 1992-93, 1997-98
  - Döntősök (7): 1943-44, 1970-71, 1975-76, 1976-77, 1991-92, 1993-94, 1994-95
- TSYD kupa: (megosztott rekord)
  - Nyertesek (12): 1969-70, 1973-74, 1975-76, 1976-77, 1978-79, 1979-80, 1980-81, 1982-83, 1985-86, 1986 -87, 1994-95, 1995-96
- Atatürk kupa: (adatlap)
  - Győztesei (2): 1963-1964, 1998
- Isztambul labdarúgó-liga: (adatlap)
  - Nyertesek (16): 1911-12, 1913-14, 1914-15, 1920-21, 1922-23, 1929-30, 1932-33, 1934-35, 1935-36, 1936 -37, 1943-44, 1946-47, 1947-48, 1952-53, 1956-57, 1958-59
  - Döntődök (18): 1915-16, 1917-18, 1921-22, 1925-26, 1926-27, 1928-29, 1930-31, 1933-34, 1937-38 , 1938-39, 1939-40, 1940-41, 1942-43, 1944-45, 1945-46, 1949-50, 1955-56, 1957-58
- Isztambul kupa:
  - Nyertesek (1): 1945
- Isztambul Shield: (adatlap)
  - Nyertesek (4): 1930, 1934, 1938, 1939
- Sport-Toto kupa:
  - Nyertesek (1): 1967
- Flotta kupa: (adatlap)
  - Nyertesek (4): 1982, 1983, 1984, 1985

## Játékoskeret
2025. június 18. szerint 
A vastaggal jelzett játékosok felnőtt válogatottsággal rendelkeznek.
A dőlttel jelzett játékosok kölcsönben szerepelnek a klubnál.
| Mezszám                | Név                                     | Nemzetiség     | Születési hely      | Születési idő (kor)            | Korábbi csapat              | Érték (€)  | Szerződés lejárta |
| Kapusok                | Kapusok                                 | Kapusok        | Kapusok             | Kapusok                        | Kapusok                     | Kapusok    | Kapusok           |
| ---------------------- | --------------------------------------- | -------------- | ------------------- | ------------------------------ | --------------------------- | ---------- | ----------------- |
| 1                      | İrfan Can Eğribayat                     | TUR            | Seyhan              | 1998. június 30. (27 éves)     | Göztepe SK                  | 2 800 000  | 2027.06.30.       |
| 40                     | Dominik Livaković                       | CRO            | Zára                | 1995. január 9. (30 éves)      | GNK Dinamo Zagreb           | 9 000 000  | 2028.06.30.       |
| 54                     | Ertuğrul Çetin                          | TUR            | Isztambul           | 2003. április 21. (22 éves)    | Utánpótlásból került fel    | 300 000    | 2027.06.30.       |
|                        | Furkan Akyüz                            | TUR            | Isztambul           | 2005. szeptember 21. (19 éves) | Fatih Karagümrük SK         | 50 000     | 2026.06.30.       |
| Védők                  |                                         |                |                     |                                |                             |            |                   |
| 4                      | Çağlar Söyüncü                          | TUR            | İzmir               | 1996. május 23. (29 éves)      | Atlético Madrid             | 7 000 000  | 2027.06.30.       |
| 6                      | Alexander Djiku                         | GHA · FRA      | Montpellier         | 1994. augusztus 9. (31 éves)   | RC Strasbourg               | 6 500 000  | 2026.06.30.       |
| 16                     | Mert Müldür                             | TUR · AUT      | Bécs                | 1999. április 3. (26 éves)     | US Sassuolo Calcio          | 6 000 000  | 2027.06.30.       |
| 22                     | Levent Mercan                           | TUR · GER      | Recklinghausen      | 2000. december 10. (24 éves)   | Karagümrük                  | 2 500 000  | 2028.06.30.       |
| 24                     | Jayden Oosterwolde                      | NED · Suriname | Zwolle              | 2001. április 26. (24 éves)    | SSD Parma Calcio 1913       | 13 000 000 | 2028.06.30.       |
| 33                     | Diego Carlos                            | BRA            | Barra Bonita        | 1993. március 15. (32 éves)    | Aston Villa FC              | 9 500 000  | 2028.06.30.       |
| 50                     | Rodrigo Becão                           | BRA            | Salvador            | 1996. január 19. (29 éves)     | Udinese Calcio              | 5 500 000  | 2028.06.30.       |
| 95                     | Yusuf Akçiçek                           | TUR            | Bakırköy            | 2006. január 25. (19 éves)     | Utánpótlásból került fel    | 12 000 000 | 2028.06.30.       |
|                        | Yiğit Efe Demir                         | TUR            | Isztambul           | 2004. augusztus 2. (21 éves)   | Fatih Karagümrük SK         | 1 300 000  | 2026.06.30.       |
|                        | Omar Fayed                              | EGY            | Minúfijja           | 2003. július 4. (22 éves)      | K Beerschot VA              | 1 000 000  | 2027.06.30.       |
|                        | Yiğit Fidan                             | TUR            | Isztambul           | 2005. május 11. (20 éves)      | Fatih Karagümrük            | 350 000    | 2028.06.30.       |
|                        | Ognjen Mimovic                          | SER            | Gornji Milanovac    | 2004. augusztus 17. (20 éves)  | FK Zenyit Szankt-Petyerburg | 3 500 000  | 2029.06.30.       |
| Középpályások          |                                         |                |                     |                                |                             |            |                   |
| 5                      | İsmail Yüksek                           | TUR            | Bursa               | 1999. január 26. (26 éves)     | Bursaspor                   | 11 000 000 | 2027.06.30.       |
| 8                      | Mert Hakan Yandaş                       | TUR            | Bursa               | 1994. augusztus 19. (30 éves)  | Sivasspor                   | 800 000    | 2026.06.30.       |
| 13                     | Fred                                    | BRA            | Belo Horizonte      | 1993. március 5. (32 éves)     | Manchester United FC        | 10 000 000 | 2027.06.30.       |
| 34                     | Szofjan Amrabat                         | MAR · NED      | Huizen              | 1996. augusztus 21. (28 éves)  | ACF Fiorentina              | 17 000 000 | 2028.06.30.       |
| 53                     | Sebastian Szymański                     | POL            | Biała Podlaska      | 1999. május 10. (26 éves)      | FK Gyinamo Moszkva          | 15 000 000 | 2027.06.30.       |
| 7                      | Burak Kapacak                           | TUR            | Osmangazi           | 1999. december 8. (25 éves)    | Sivasspor                   | 125 000    | 2026.06.30.       |
|                        | Miha Zajc                               | SVN            | Šempeter pri Gorici | 1994. július 1. (31 éves)      | Toulouse FC                 | 1 500 000  | 2026.06.30.       |
|                        | Marius Tresor Doh                       | CIV            | Lopou               | 2003. december 17. (21 éves)   | Fatih Karagümrük            | 1 500 000  | 2027.06.30.       |
|                        | Emre Demir                              | TUR            | Mersin              | 2004. január 15. (21 éves)     | Sakaryaspor                 | 600 000    | 2027.06.30.       |
|                        | Bartuğ Elmaz                            | TUR            | Tekirdağ            | 2003. február 19. (22 éves)    | NK Maribor                  | 1 500 000  | 2026.06.30.       |
|                        | Lincoln                                 | BRA            | Porto Alegre        | 1998. november 7. (26 éves)    | Hull City AFC               | 3 500 000  | 2026.06.30.       |
| Csatárok               |                                         |                |                     |                                |                             |            |                   |
| 17                     | İrfan Can Kahveci                       | TUR            | Bayat               | 1995. július 15. (30 éves)     | İstanbul Başakşehir FK      | 7 000 000  | 2028.06.30.       |
| 19                     | Júszef el-Neszjrí                       | MAR            | Fez                 | 1997. június 1. (28 éves)      | Sevilla FC                  | 24 000 000 | 2029.06.30.       |
| 23                     | Cenk Tosun                              | TUR · GER      | Wetzlar             | 1991. június 7. (34 éves)      | Beşiktaş JK                 | 1 000 000  | 2026.06.30.       |
| 70                     | Oğuz Aydın                              | TUR            | Hága                | 2000. október 27. (24 éves)    | Alanyaspor                  | 11 000 000 | 2028.06.30.       |
| 94                     | Talisca                                 | BRA            | Feira de Santana    | 1994. február 1. (31 éves)     | En-Naszr FC                 | 10 000 000 | 2026.06.30.       |
|                        | Jhon Durán (kölcsönben az En-Naszr-től) | COL            | Medellín            | 2003. december 13. (21 éves)   | En-Naszr FC                 | 35 000 000 | 2026.06.30.       |
|                        | Arda Akgün                              | TUR            | Balikesir           | 2007. január 11. (18 éves)     | Fatih Karagümrük            | 100 000    | 2027.06.30.       |
|                        | Emre Mor                                | TUR · DEN      | Koppenhága          | 1997. július 24. (28 éves)     | Eyüpspor                    | 1 400 000  | 2026.06.30.       |
|                        | Cengiz Ünder                            | TUR            | Balıkesir           | 1997. július 14. (28 éves)     | Los Angeles FC              | 7 500 000  | 2027.06.30.       |
| Kölcsönadott játékosok |                                         |                |                     |                                |                             |            |                   |
| Név                    | Poszt                                   | Nemzetiség     | Születési hely      | Születési idő (kor)            | Kölcsönben itt              | Érték (€)  | kölcsön lejárta   |
| Emir Ortakaya          | védő                                    | TUR            | Ankara              | 2004. június 22. (21 éves)     | Eyüpspor                    | 500 000    | 2026.06.30        |

## Híres játékosai
- Rüştü Reçber
- Cihat Arman
- Lefter Küçükandonyadis
- Can Bartu
- Cemil Turan
- Selçuk Yula
- Oguz Cetin
- Rıdvan Dilmen
- Aykut Kocaman
- Harald Toni Schumacher
- Tanju Çolak
- Brian Steen Nielsen
- Elvir Baljic
- Uche Okechukwu
- Jay-Jay Okocha
- Jesper Høgh
- Viorel Moldovan
- Milan Rapaić
- Dalian Atkinson
- Kennet Andersson
- Ariel Ortega
- Haim Revivo
- Tuncay Şanlı
- Washington Stecanela Cerqueira
- Zoran Mirković
- Pierre van Hooijdonk
- Alexandro de Souza
- Nicolas Anelka
- Stephen Appiah
- Roberto Carlos da Silva
- Raul Meireles
- Dirk Kuyt
- Mesut Özil
- Edin Džeko

## Vezetőedzők
- 1907–1911  Dalaklı Hüseyin
- 1911–1915  Galip Kulaksızoğlu
- 1915–1921  Fuat Hüsnü Kayacan
- 1921–1924  Mustafa Elkatipzade
- 1924–1926  Sami Coşar
- 1926–1929  Hikmet Mocuk
- 1929–1932  Necmettin Çakan
- 1932–1935  Josef Svenk
- 1935–1938  James Elliot
- 1938–1939  Jozef Švenk
- 1939–1941  Nemetz G.
- 1941–1944  John Prayer
- 1945–1947  Fikret Arıcan
- 1947–1948  Molnár Ignác
- 1948–1949  Cihat Arman
- 1949–1951  Peter Molley
- 1951–1951  James McCormick
- 1951–1953  Székely László
- 1953–1955  Zarko Mihailoviç
- 1955–1955  Markos Imre
- 1955–1956  Fikret Arıcan
- 1956–1957  Székely László
- 1957–1959  Molnár Ignác
- 1959–1960  Mehmet Reşat Nayır
- 1960–1961  Székely László
- 1961–1962  Necdet Erdem
- 1962–1964  Miroslav Kokotoviç
- 1964–1965  Oscar Hold
- 1965–1966  Necdet Erdem
- 1966–1967  Abdullah Gegiç
- 1967–1968  Molnár Ignác
- 1969–1970  Trian Ionescu
- 1970–1971  Constantin Teasca
- 1971–1972  Sabri Kiraz
- 1972–1975  Valdir Pereira Didi
- 1975–1976  Abdullah Gegiç
- 1976–1976  Ilie Datcu
- 1976–1976  Nedim Günar
- 1976–1978  Tomislav Kaleperoviç
- 1978–1979  Necdet Niş
- 1979–1979  Şükrü Ersoy
- 1979–1980  Ziya Şengül
- 1980–1982  Friedel Rausch
- 1982–1982  Enver Katip
- 1982–1984  Branko Stanković
- 1984–1985  Todor Veselinović
- 1985–1986  Mészöly Kálmán
- 1986–1986  Ziya Şengül
- 1986–1987  Branko Stanković
- 1987–1988  Csernai Pál
- 1988–1988  Ercan Aktuna
- 1988–1990  Todor Veselinović
- 1990–1990  Ömer Kaner
- 1990–1991  Guus Hiddink
- 1991–1991  Erol Togay
- 1991–1991  Tınaz Tırpan
- 1991–1993  Jozef Vengloš
- 1993–1995  Holger Osieck
- 1995–1995  Tomislav Ivić
- 1995–1996  Carlos Alberto Parreira
- 1996–1997  Sebastião Lazaroni
- 1997–1997  Todor Veselinović
- 1997–1998  Otto Barić
- 1998–1999  Joachim Löw
- 1999–1999  Rıdvan Dilmen
- 1999–2000  Zdeněk Zeman
- 2000–2000  Turhan Sofuoğlu
- 2000–2001  Mustafa Denizli
- 2002–2002  Werner Lorant
- 2002–2003  Oğuz Çetin
- 2003–2003  Tamer Güney
- 2003–2006  Christoph Daum
- 2006–2008  Zico
- 2008–2009  Luis Aragonés
- 2009–2010  Christoph Daum
- 2010–2013  Aykut Kocaman
- 2013–2014  Ersun Yanal
- 2014–2015  İsmail Kartal
- 2015–2016  Vítor Pereira
- 2016–2017  Dick Advocaat
- 2017–2018  Aykut Kocaman
- 201800000  Phillip Cocu
- 201800000  Erwin Koeman
- 2018–2020  Ersun Yanal
- 202000000  Tahir Karapınar
- 2020–2021  Erol Bulut
- 202100000  Emre Belözoğlu
- 202100000  Vitor Pereira
- 2021–2022  Zeki Murat Göle
- 202200000  İsmail Kartal
- 2022–2023  Jorge Jesus
- 2023-2024  İsmail Kartal
- 2024–0000  José Mourinho

## Létesítmények

### Stadion
A Fenerbahçe stadionja, a Şükrü Saraçoğlu Stadion Isztambul Kadıköy kerületében található. 1908-ban vatták fel, Aziz Yıldırım elnöksége idején, 1999-ben kezdődött meg a stadion teljes átalakítása. A négy tribünből hármat két éven belül teljesen átépítettek és kibővítettek. Két tribün átépítését szponzorok segítségével tudták véghezvinni, így ezeket a szponzorok, a Migros szupermarket-hálózat és a Telsim GSM-szolgáltató után nevezték el. Az átalakítások a következő években is folytatódtak, 2002–2003-ban az összes tribünt befedték, 2005-ben pedig az utolsó, Numaralı elnevezésű tribünt is elbontották és újat építettek a helyére Fenerium néven. Itt tartják majd az UEFA-kupa döntőjét 2009-ben.
2005 októbere óta a stadionban található a korábban többször is költöztetett Fenerbahçe Múzeum.

### Oktatási intézmény
A klubot működtető FB Sportif Hizmetler San. ve Tic. A.Ş. cég egy óvodából, általános iskolából és gimnáziumból álló oktatási komplekszumot is működtet Özel Fenerbahçe Eğitim Kurumları (Fenerbahçe Oktatási Magánintézmények) néven. Az intézmény 2003 óta működik, mint magániskola, 30 000 m²-en.